# Radioaktivt mineral
Ett radioaktivt mineral är ett mineral som innehåller radioaktiva grundämnen i mängder som vida överskrider den genomsnittliga halten i jordskorpan.
Det finns cirka 250 radioaktiva mineraler. De viktigaste radioaktiva mineralerna är uraninit, kofinit, otenit och carnotit.